# Thaumasia annecta
Thaumasia annecta är en spindelart som beskrevs av Bryant 1948. Thaumasia annecta ingår i släktet Thaumasia och familjen vårdnätsspindlar. Inga underarter finns listade i Catalogue of Life.